# Jevgeni Sjelagin
Jevgeni Jevgenjevitsj Sjelagin  (Russisch: Евгений Евгеньевич Шелагин) (Sint-Petersburg, 1910 –  Millerovo, 31 december 1942) was een voetballer uit de Sovjet-Unie. 

## Biografie
Sjelagin begon zijn carrière bij Dinamo Leningrad, toen er nog geen georganiseerde competitie was en speelde ook voor CDKA Moskou, vooraleer hij de overstap maakte naar Spartak Leningrad. Op 16 juni 1938 scoorde hij vijf keer tegen Boerevestnik Moskou en was zo de eerste speler in de Sovjet-Unie die daarin slaagde. In 1966 evenaarde Ilja Datoenasjvili dit record. In 1940 speelde hij een seizoen voor Zenit Leningrad. 
Hij kwam op 31 december 1942 om het leven in het oorlogsgeweld in de strijd om de stad Millerovo. Zijn twee voetballende broers Boris en Valentin waren eerder al gesneuveld in de oorlog. 